# Kris Gemmell
Kris Andrew Gemmell (Napier, 28 april 1977) is een triatleet uit Nieuw-Zeeland. Hij nam namens zijn vaderland tweemaal deel aan de Olympische Spelen, te beginnen in Peking (2008). Daar eindigde hij op de 39ste plaats. Vier jaar later in Londen reikte Gemmell tot de 15de plaats in de eindrangschikking met een tijd van 1:48.52. Gemmell won in 2002 de wereldtitel op het onderdeel aquatlon (zwemmen en hardlopen).

## Palmares

### triatlon
- 2005: 38e WK olympische afstand in Gamagōri - 1:53.02

1998: Shane Reed ·
1999: Shane Reed ·
2000: Matty Reed ·
2001: Iván Raña ·
2002: Kris Gemmell ·
2003: Richard Stannard ·
2004: Shane Reed ·
2005: Tim Don ·
2006: Richard Stannard ·
2007: Sergio Sarmiento ·
2008: Brent Foster ·
2009: Antonio Mansur ·
2010: Richard Varga ·
2011: Richard Stannard ·
2012: Richard Varga ·
2013: Richard Varga ·
2014: Yuichi Hosoda ·
2015: Richard Varga ·
2016:  ·
2017:  ·
2018: Emmanuel Lejeune